# Alessandro Sforza (Kardinal)

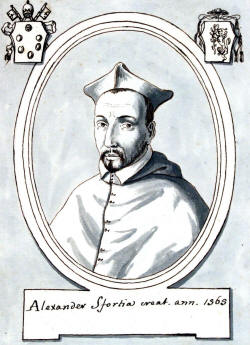
Kardinal Alessandro Sforza

Alessandro Sforza (* 1534 in Rom; † 16. Mai 1581 in Macerata) war ein italienischer Kardinal und Bischof von Parma. Er war ein Enkel von Papst Paul III. und ein jüngerer Bruder des Kardinals Guido Ascanio Sforza di Santa Fiora.

## Leben
Er war der Sohn von Bosio II. Sforza, 4. Conte di Santa Fiora, und dessen Ehefrau Costanza Farnese, einer natürlichen und legitimierten Tochter Pauls III. Sein Neffe, Francesco Sforza, und ein Großneffe, Federico Sforza, wurden später ebenfalls Kardinäle. Alessandro Sforza führte den Titel eines Magister. Er wurde Päpstlicher Hauskaplan und Scriptor der Apostolischen Briefe. Am 12. Januar 1554 wurde er zum Kleriker der Apostolischen Kammer ernannt und erhielt am 18. April desselben Jahres den Titel eines Kanonikers der Vatikanbasilika. Aufgrund eines Zwischenfalls mit zwei französischen Schiffen, die er vom Hafen von Civitavecchia nach Gaeta segeln ließ, enthob ihn Papst Paul IV. aller seiner Ämter und Pfründen. Nachdem die Schiffe zurückgekehrt waren und auf Ersuchen mehrerer Kardinäle wurde Sforza am 8. Oktober 1557 vom Papst wieder in seine früheren Rechte eingesetzt. Alessandro Sforza empfing die Weihe zum Subdiakon.
Am 26. April 1560 wurde Alessandro Sforza zum Bischof von Parma erwählt, zur Bischofsweihe ist nichts bekannt. Er wurde am 1. Juli 1560 zum Präfekten der Annona ernannt. Von 1562 bis 1563 nahm er am Konzil von Trient teil.
Papst Pius IV. kreierte ihn im Konsistorium vom 12. März 1565 zum Kardinalpriester. Den roten Hut und Santa Maria in Via als Titelkirche empfing Alessandro Sforza am 15. Mai 1565. Er nahm am Konklave 1565–1566 teil, das Pius V. als Papst wählte. Gemeinsam mit den Kardinälen Giovanni Ricci, Gianfrancesco Commendone und Marcantonio Bobba wurde er von Pius V. zum Inspekteur der Flüsse, Häfen und öffentlichen Straßen Roms ernannt. Ab dem 5. Januar 1570 war er legatus a latere in Bologna und der Romagna. Er war Teilnehmer des Konklave 1572, an dem Papst Gregor XIII. gewählt wurde. Während dessen Pontifikat wurde Alessandro Sforza zum Erzpriester der Basilika Santa Maria Maggiore ernannt und öffnete als solcher die Heilige Pforte für das Jubeljahr 1575. Bereits 1573 hatte er auf den Bischofssitz von Parma verzichtet. Am 12. Januar 1575 wurde er zum Präfekten der Apostolischen Signatur ernannt. Ab dem 11. Juli 1580 war er Legat im gesamten Kirchenstaat, um die Räuberei zu unterbinden.
Alessandro Sforza starb plötzlich am 16. Mai 1581 im Alter von 47 Jahren. Er wurde in der Basilika Santa Maria Maggiore beigesetzt.